# Cassano Spinola
Cassano Spinola es una localidad y comune italiana de la provincia de Alessandria, región de Piamonte, con 1864 habitantes.

## Evolución demográfica
| Gráfica de evolución demográfica de Cassano Spinola entre 1861 y 2001 |
|                                                                       |
| Fuente ISTAT - elaboración gráfica de Wikipedia                       |